# (73114) 2002 GQ44
2002 جي كيو 44 (ويعرف أيضًا باسم (73114) 2002 جي كيو 44 وفق تسمية الكوكب الصغير) (بالإنجليزية: 2002 GQ44)‏ هو كويكب ضمن حزام الكويكبات؛ وترتيبه 73114 من حيث الاكتشاف.
اكتُشف هذا الجُرم الفلكي بواسطة تعقب الأجرام القريبة من الأرض في 4 أبريل 2002.

## وصلات خارجية
- (73114) 2002 GQ44 في قاعدة بيانات مختبر الدفع النفاث لأجرام النظام الشمسي الصغيرة

- الاكتشاف · مخطط المدار ·  العناصر المدارية · المعلمات المادية

- (73114) 2002 GQ44 على موقع ويكي سكاي: DSS2, SDSS, GALEX, IRAS, Hydrogen α, X-Ray, Astrophoto, Sky Map, Articles and images